# Viktor Leontyev
Viktor Anatolyevich Leontyev (en russe : Виктор Анатольевич Леонтьев), né le 27 avril 1940 à Moscou, est un gymnaste artistique soviétique. 

## Palmarès

### Jeux olympiques
- Tokyo 1964
  -  médaille d'argent au concours par équipes

### Championnats du monde
- Prague 1962
  -  médaille d'argent au concours par équipes

### Championnats d'Europe
- Luxembourg 1961
  -  médaille d'argent au sol
  -  médaille d'argent au cheval d'arçons
  -  médaille d'argent aux barres parallèles